# Премия «Золотой глобус» за лучшую женскую роль — комедия или мюзикл
Премия «Золотой глобус» за лучшую женскую роль в комедии или мюзикле — престижная награда Голливудской ассоциации иностранной прессы, присуждаемая ежегодно с 1951 года. Первоначально категория носила название «Лучшая женская роль в художественном фильме». С 1951 года было введено разграничение по жанрам: «Лучшая женская роль в комедии или мюзикле» и «Лучшая женская роль в драме».
Официальное название категории неоднократно менялось с момента её основания и по состоянию на 2005 год, звучало как «Лучшая игра актрисы в кинокомедии или мюзикле». Ниже приведён полный список победителей и номинантов.  Имена победителей выделены отдельным цветом. 

## 1951—1960
| Год  | Церемония | Фотографии лауреатов                                                    | Лауреаты и номинанты                                                             | Лауреаты и номинанты                                                             |                                                                                  |
| ---- | --------- | ----------------------------------------------------------------------- | -------------------------------------------------------------------------------- | -------------------------------------------------------------------------------- | -------------------------------------------------------------------------------- |
| 1951 | 8-я       |                                                                         | • Джуди Холлидей — «Рождённая вчера» за роль Эммы «Билли» Даун                   | • Джуди Холлидей — «Рождённая вчера» за роль Эммы «Билли» Даун                   | • Джуди Холлидей — «Рождённая вчера» за роль Эммы «Билли» Даун                   |
| 1951 | 8-я       | • Спринг Байинтон — «Луиза» за роль Луизы Нортон                        |                                                                                  |                                                                                  |                                                                                  |
| 1951 | 8-я       | • Бетти Хаттон — «Энни, возьми своё ружьё» за роль Энни Оукли           |                                                                                  |                                                                                  |                                                                                  |
| 1952 | 9-я       |                                                                         | • Джун Эллисон — «Слишком молода, чтобы целоваться» за роль Синтии Поттер        | • Джун Эллисон — «Слишком молода, чтобы целоваться» за роль Синтии Поттер        | • Джун Эллисон — «Слишком молода, чтобы целоваться» за роль Синтии Поттер        |
| 1953 | 10-я      |                                                                         | • Сьюзен Хэйворд — «С песней в моём сердце» за роль Джейн Фроман                 | • Сьюзен Хэйворд — «С песней в моём сердце» за роль Джейн Фроман                 | • Сьюзен Хэйворд — «С песней в моём сердце» за роль Джейн Фроман                 |
| 1953 | 10-я      | • Кэтрин Хепбёрн — «Пэт и Майк» за роль Пэт Пембертон                   |                                                                                  |                                                                                  |                                                                                  |
| 1953 | 10-я      | • Джинджер Роджерс — «Мартышкин труд» за роль Эдвины Фултон             |                                                                                  |                                                                                  |                                                                                  |
| 1954 | 11-я      |                                                                         | • Этель Мерман — «Назовите меня мадам» за роль Салли Адамс                       | • Этель Мерман — «Назовите меня мадам» за роль Салли Адамс                       | • Этель Мерман — «Назовите меня мадам» за роль Салли Адамс                       |
| 1955 | 12-я      |                                                                         | • Джуди Гарленд — «Звезда родилась» за роль Эстер Виктории Блоджетт/Викки Лестер | • Джуди Гарленд — «Звезда родилась» за роль Эстер Виктории Блоджетт/Викки Лестер | • Джуди Гарленд — «Звезда родилась» за роль Эстер Виктории Блоджетт/Викки Лестер |
| 1956 | 13-я      |                                                                         | • Джин Симмонс — «Парни и куколки» за роль сестры Сары Браун                     | • Джин Симмонс — «Парни и куколки» за роль сестры Сары Браун                     | • Джин Симмонс — «Парни и куколки» за роль сестры Сары Браун                     |
| 1957 | 14-я      |                                                                         | • Дебора Керр — «Король и я» за роль Анны Леонуэнс                               | • Дебора Керр — «Король и я» за роль Анны Леонуэнс                               | • Дебора Керр — «Король и я» за роль Анны Леонуэнс                               |
| 1957 | 14-я      | • Джуди Холлидей — «„Кадиллак“ из чистого золота» за роль Лоры Партридж |                                                                                  |                                                                                  |                                                                                  |
| 1957 | 14-я      | • Матико Кё — «Чайная церемония» за роль Цветка Лотоса                  |                                                                                  |                                                                                  |                                                                                  |
| 1957 | 14-я      | • Мэрилин Монро — «Автобусная остановка» за роль Шери                   |                                                                                  |                                                                                  |                                                                                  |
| 1957 | 14-я      | • Дебби Рейнольдс — «Свёрток для Джоя» за роль Полли Пэриш              |                                                                                  |                                                                                  |                                                                                  |
| 1958 | 15-я      |                                                                         | • Кэй Кендалл — «Девушки» за роль леди Сибил Рен                                 |                                                                                  |                                                                                  |
| 1958 | 15-я      | • Тайна Элг — «Девушки» за роль Энджел Дюкро                            |                                                                                  |                                                                                  |                                                                                  |
| 1958 | 15-я      | • Сид Чарисс — «Шёлковые чулки» за роль Нины Ященко                     |                                                                                  |                                                                                  |                                                                                  |
| 1958 | 15-я      | • Одри Хепбёрн — «Любовь после полудня» за роль Арианы Шавасс           |                                                                                  |                                                                                  |                                                                                  |
| 1958 | 15-я      | • Джин Симмонс — «Долгожданная ночь» за роль Энн Лидс                   |                                                                                  |                                                                                  |                                                                                  |
| 1959 | 16-я      |                                                                         | • Розалинд Расселл — «Тётушка Мэйм» за роль Мэйм Деннис                          | • Розалинд Расселл — «Тётушка Мэйм» за роль Мэйм Деннис                          | • Розалинд Расселл — «Тётушка Мэйм» за роль Мэйм Деннис                          |
| 1959 | 16-я      | • Лесли Карон — «Жижи» за роль Жижи                                     |                                                                                  |                                                                                  |                                                                                  |
| 1959 | 16-я      | • Ингрид Бергман — «Милый сэр» за роль Анны Калман                      |                                                                                  |                                                                                  |                                                                                  |
| 1959 | 16-я      | • Дорис Дэй — «Туннель любви» за роль Изольды Пул                       |                                                                                  |                                                                                  |                                                                                  |
| 1959 | 16-я      | • Митци Гейнор — «Юг Тихого океана» за роль Нелли Форбуш                |                                                                                  |                                                                                  |                                                                                  |
| 1960 | 17-я      |                                                                         | • Мэрилин Монро — «В джазе только девушки» за роль Душечки                       | • Мэрилин Монро — «В джазе только девушки» за роль Душечки                       | • Мэрилин Монро — «В джазе только девушки» за роль Душечки                       |
| 1960 | 17-я      | • Дорис Дэй — «Интимный разговор» за роль Джен Морроу                   |                                                                                  |                                                                                  |                                                                                  |
| 1960 | 17-я      | • Дороти Дэндридж — «Порги и Бесс» за роль Бесс                         |                                                                                  |                                                                                  |                                                                                  |
| 1960 | 17-я      | • Ширли Маклейн — «Спросите любую девушку» за роль Мэг Уилер            |                                                                                  |                                                                                  |                                                                                  |
| 1960 | 17-я      | • Лилли Палмер — «Но не для меня» за роль Кэтрин Уорд                   |                                                                                  |                                                                                  |                                                                                  |

## 1961—1970
| Год  | Церемония | Фотографии лауреатов                                                                           | Лауреаты и номинанты                                               |
| ---- | --------- | ---------------------------------------------------------------------------------------------- | ------------------------------------------------------------------ |
| 1961 | 18-я      |                                                                                                | • Ширли Маклейн — «Квартира» за роль Фрэн Кубелик                  |
| 1961 | 18-я      | • Капучине — «Нескончаемая песня» за роль принцессы Каролины Виттгенштайн                      |                                                                    |
| 1961 | 18-я      | • Люсиль Болл — «Правда жизни» за роль Китти Уивер                                             |                                                                    |
| 1961 | 18-я      | • Софи Лорен — «Это началось в Неаполе» за роль Лючии Курчо                                    |                                                                    |
| 1961 | 18-я      | • Джуди Холлидей — «Колокола звонят» за роль Эллы Петерсон                                     |                                                                    |
| 1962 | 19-я      |                                                                                                | • Розалинд Расселл — «Величие одного» за роль мисси Берты Джейкоби |
| 1962 | 19-я      | • Бетт Дейвис — «Пригоршня чудес» за роль Эппл Энни                                            |                                                                    |
| 1962 | 19-я      | • Одри Хепбёрн — «Завтрак у Тиффани» за роль Холли Голлайтли                                   |                                                                    |
| 1962 | 19-я      | • Миёси Умэки — «Песня барабана цветов» за роль Мэй Ли                                         |                                                                    |
| 1962 | 19-я      | • Хэйли Миллс — «Ловушка для родителей» за роль Сьюзан Эверс/Шэрон Маккендрик                  |                                                                    |
| 1963 | 20-я      | • Розалинд Расселл — «Цыганка» за роль Роуз Ховик                                              |                                                                    |
| 1963 | 20-я      | • Натали Вуд — «Цыганка» за роль Луиз Ховик                                                    |                                                                    |
| 1963 | 20-я      | • Джейн Фонда — «Период привыкания» за роль Изабель Хаверстик                                  |                                                                    |
| 1963 | 20-я      | • Дорис Дэй — «Джамбо Билли Роуза» за роль Китти Уандер                                        |                                                                    |
| 1963 | 20-я      | • Ширли Джонс — «Музыкант» за роль Мэриан Пару                                                 |                                                                    |
| 1964 | 21-я      |                                                                                                | • Ширли Маклейн — «Нежная Ирма» за роль Ирмы                       |
| 1964 | 21-я      | • Хэйли Миллс — «Летняя магия» за роль Нэнси Кэри                                              |                                                                    |
| 1964 | 21-я      | • Энн-Маргрет — «Пока, пташка» за роль Ким Макэфи                                              |                                                                    |
| 1964 | 21-я      | • Дорис Дэй — «Я вернулась, дорогой» за роль Эллен Уэгстафф Арден                              |                                                                    |
| 1964 | 21-я      | • Одри Хепбёрн — «Шарада» за роль Реджины Лэмперт                                              |                                                                    |
| 1964 | 21-я      | • Джоан Вудворд — «Новый вид любви» за роль Саманты Блейк/Мими                                 |                                                                    |
| 1964 | 21-я      | • Джилл Сент-Джон — «Приди и протруби в свой рог» за роль Пегги Джон                           |                                                                    |
| 1964 | 21-я      | • Молли Пикон — «Приди и протруби в свой рог» за роль миссис Софи Бейкер                       |                                                                    |
| 1965 | 22-я      |                                                                                                | • Джули Эндрюс — «Мэри Поппинс» за роль Мэри Поппинс               |
| 1965 | 22-я      | • Софи Лорен — «Брак по-итальянски» за роль Филумены Мартурано                                 |                                                                    |
| 1965 | 22-я      | • Мелина Меркури — «Топкапи» за роль Элизабет Липп                                             |                                                                    |
| 1965 | 22-я      | • Одри Хепбёрн — «Моя прекрасная леди» за роль Элизы Дулиттл                                   |                                                                    |
| 1965 | 22-я      | • Дебби Рейнольдс — «Непотопляемая Молли Браун» за роль Молли Браун                            |                                                                    |
| 1966 | 23-я      | • Джули Эндрюс — «Звуки музыки» за роль Марии фон Трапп                                        |                                                                    |
| 1966 | 23-я      | • Джейн Фонда — «Кэт Баллу» за роль Кэтрин «Кэт» Баллу                                         |                                                                    |
| 1966 | 23-я      | • Натали Вуд — «Внутренний мир Дэйзи Кловер» за роль Дэйзи Кловер                              |                                                                    |
| 1966 | 23-я      | • Рита Ташингем — «Сноровка... и как её приобрести» за роль Нэнси Джоунс                       |                                                                    |
| 1966 | 23-я      | • Барбара Харрис — «Тысяча клоунов» за роль Сандры Марковиц                                    |                                                                    |
| 1967 | 24-я      |                                                                                                | • Линн Редгрейв — «Девушка Джорджи» за роль Джорджи                |
| 1967 | 24-я      | • Ванесса Редгрейв — «Морган: Подходящий случай для терапии» за роль Леони Делт                |                                                                    |
| 1967 | 24-я      | • Элизабет Хартман — «Ты теперь большой мальчик» за роль Барбары Дарлинг                       |                                                                    |
| 1967 | 24-я      | • Ширли Маклейн — «Гамбит» за роль Николь Чанг                                                 |                                                                    |
| 1967 | 24-я      | • Джейн Фонда — «Каждую среду» за роль Эллен Гордон                                            |                                                                    |
| 1968 | 25-я      |                                                                                                | • Энн Бэнкрофт — «Выпускник» за роль миссис Робинсон               |
| 1968 | 25-я      | • Одри Хепбёрн — «Двое на дороге» за роль Джоанны Уоллес                                       |                                                                    |
| 1968 | 25-я      | • Ванесса Редгрейв — «Камелот» за роль Гвиневры                                                |                                                                    |
| 1968 | 25-я      | • Джули Эндрюс — «Весьма современная Милли» за роль Милли Диллмаунт                            |                                                                    |
| 1968 | 25-я      | • Ширли Маклейн — «Семь раз женщина» за роль Полетт/Марии Терезы/Линды/Эдит/Ив Мину/Мари/Жанны |                                                                    |
| 1969 | 26-я      |                                                                                                | • Барбра Стрейзанд — «Смешная девчонка» за роль Фанни Брайс        |
| 1969 | 26-я      | • Джули Эндрюс — «Звезда!» за роль Гертруды Лоуренс                                            |                                                                    |
| 1969 | 26-я      | • Люсиль Болл — «Твои, мои и наши» за роль Хелен Брандмайер                                    |                                                                    |
| 1969 | 26-я      | • Петула Кларк — «Радуга Финиана» за роль Шэрон Маклонерган                                    |                                                                    |
| 1969 | 26-я      | • Джина Лоллобриджида — «Доброго вечера, миссис Кэмпбелл» за роль Карлы Кэмпбелл               |                                                                    |
| 1970 | 27-я      |                                                                                                | • Патти Дьюк — «Я, Натали» за роль Натали Миллер                   |
| 1970 | 27-я      | • Миа Фэрроу — «Джон и Мэри» за роль Мэри                                                      |                                                                    |
| 1970 | 27-я      | • Ким Дарби — «Поколение» за роль Дорис Болтон Оуэн                                            |                                                                    |
| 1970 | 27-я      | • Ингрид Бергман — «Цветок кактуса» за роль Стефани Диккинсон                                  |                                                                    |
| 1970 | 27-я      | • Анна Маньяни — «Тайна Санта-Виттории» за роль Розы Бомболини                                 |                                                                    |
| 1970 | 27-я      | • Дайан Кэннон — «Боб и Кэрол, Тед и Элис» за роль Элис Хендерсон                              |                                                                    |
| 1970 | 27-я      | • Ширли Маклейн — «Милая Чарити» за роль Чарити Хоуп Валентайн                                 |                                                                    |
| 1970 | 27-я      | • Барбра Стрейзанд — «Хелло, Долли!» за роль Долли Галлагер Леви                               |                                                                    |

## 1971—1980
| Год  | Церемония | Фотографии лауреатов                                                                 | Лауреаты и номинанты                                                   | Лауреаты и номинанты                                                   |                                                                        |
| ---- | --------- | ------------------------------------------------------------------------------------ | ---------------------------------------------------------------------- | ---------------------------------------------------------------------- | ---------------------------------------------------------------------- |
| 1971 | 28-я      |                                                                                      | • Кэрри Снодгресс — «Дневник безумной домохозяйки» за роль Тины Болсер | • Кэрри Снодгресс — «Дневник безумной домохозяйки» за роль Тины Болсер | • Кэрри Снодгресс — «Дневник безумной домохозяйки» за роль Тины Болсер |
| 1971 | 28-я      | • Джули Эндрюс — «Дорогая Лили» за роль Лили Смит                                    |                                                                        |                                                                        |                                                                        |
| 1971 | 28-я      | • Барбра Стрейзанд — «Филин и кошечка» за роль Дорис                                 |                                                                        |                                                                        |                                                                        |
| 1971 | 28-я      | • Сэнди Деннис — «Приезжие» за роль Гвен Келлерман                                   |                                                                        |                                                                        |                                                                        |
| 1971 | 28-я      | • Анджела Лэнсбери — «Кое-что для каждого» за роль графини Герты фон Орнштайн        |                                                                        |                                                                        |                                                                        |
| 1972 | 29-я      |                                                                                      | • Твигги — «Приятель» за роль Полли Браун                              | • Твигги — «Приятель» за роль Полли Браун                              | • Твигги — «Приятель» за роль Полли Браун                              |
| 1972 | 29-я      | • Элейн Мэй — «Новый лист» за роль Генриетты                                         |                                                                        |                                                                        |                                                                        |
| 1972 | 29-я      | • Сэнди Дункан — «Девушка, усыпанная звёздами» за роль Эми Купер                     |                                                                        |                                                                        |                                                                        |
| 1972 | 29-я      | • Рут Гордон — «Гарольд и Мод» за роль Мод Шарден                                    |                                                                        |                                                                        |                                                                        |
| 1972 | 29-я      | • Анджела Лэнсбери — «Набалдашник и метла» за роль мисс Эглантин Прайс               |                                                                        |                                                                        |                                                                        |
| 1973 | 30-я      |                                                                                      | • Лайза Миннелли — «Кабаре» за роль Салли Баулесс                      | • Лайза Миннелли — «Кабаре» за роль Салли Баулесс                      | • Лайза Миннелли — «Кабаре» за роль Салли Баулесс                      |
| 1973 | 30-я      | • Джульет Миллс — «Аванти!» за роль Памелы Пигготт                                   |                                                                        |                                                                        |                                                                        |
| 1973 | 30-я      | • Кэрол Бёрнетт — «Пит и Тилли» за роль Тилли                                        |                                                                        |                                                                        |                                                                        |
| 1973 | 30-я      | • Голди Хоун — «Бабочки свободны» за роль Джилл Таннер                               |                                                                        |                                                                        |                                                                        |
| 1973 | 30-я      | • Мэгги Смит — «Путешествия с моей тётей» за роль Августы Бертрам                    |                                                                        |                                                                        |                                                                        |
| 1974 | 31-я      |                                                                                      | • Гленда Джексон — «С шиком» за роль Викки Аллесио                     | • Гленда Джексон — «С шиком» за роль Викки Аллесио                     | • Гленда Джексон — «С шиком» за роль Викки Аллесио                     |
| 1974 | 31-я      | • Лив Ульман — «40 карат» за роль Энн Стэнли                                         |                                                                        |                                                                        |                                                                        |
| 1974 | 31-я      | • Клорис Личмен — «Чарли и ангел» за роль Нетти Эпплби                               |                                                                        |                                                                        |                                                                        |
| 1974 | 31-я      | • Татум О’Нил — «Бумажная луна» за роль Эдди Логгинс                                 |                                                                        |                                                                        |                                                                        |
| 1974 | 31-я      | • Ивонн Эллиман — «Иисус Христос — суперзвезда» за роль Марии Магдалины              |                                                                        |                                                                        |                                                                        |
| 1975 | 32-я      |                                                                                      | • Ракель Уэлч — «Три мушкетёра» за роль Констанции Бонасье             | • Ракель Уэлч — «Три мушкетёра» за роль Констанции Бонасье             | • Ракель Уэлч — «Три мушкетёра» за роль Констанции Бонасье             |
| 1975 | 32-я      | • Дайан Кэрролл — «Клодин» за роль Клодин Прайс                                      |                                                                        |                                                                        |                                                                        |
| 1975 | 32-я      | • Люсиль Болл — «Мэйм» за роль Мэйм Деннис                                           |                                                                        |                                                                        |                                                                        |
| 1975 | 32-я      | • Хелен Хейс — «Герби снова на ходу» за роль миссис Штайнметц                        |                                                                        |                                                                        |                                                                        |
| 1975 | 32-я      | • Клорис Личмен — «Молодой Франкенштейн» за роль фрау Блюхер                         |                                                                        |                                                                        |                                                                        |
| 1976 | 33-я      |                                                                                      | • Энн-Маргрет — «Томми» за роль Норы Уокер-Хоббс                       | • Энн-Маргрет — «Томми» за роль Норы Уокер-Хоббс                       | • Энн-Маргрет — «Томми» за роль Норы Уокер-Хоббс                       |
| 1976 | 33-я      | • Голди Хоун — «Шампунь» за роль Джилл                                               |                                                                        |                                                                        |                                                                        |
| 1976 | 33-я      | • Джули Кристи — «Шампунь» за роль Джеки Шоун                                        |                                                                        |                                                                        |                                                                        |
| 1976 | 33-я      | • Лайза Миннелли — «Леди Удача» за роль Клэр                                         |                                                                        |                                                                        |                                                                        |
| 1976 | 33-я      | • Барбра Стрейзанд — «Смешная леди» за роль Фанни Брайс                              |                                                                        |                                                                        |                                                                        |
| 1977 | 34-я      |                                                                                      | • Барбра Стрейзанд — «Звезда родилась» за роль Эстер Хоффман           | • Барбра Стрейзанд — «Звезда родилась» за роль Эстер Хоффман           | • Барбра Стрейзанд — «Звезда родилась» за роль Эстер Хоффман           |
| 1977 | 34-я      | • Рита Морено — «Риц» за роль Гуги Гомес                                             |                                                                        |                                                                        |                                                                        |
| 1977 | 34-я      | • Голди Хоун — «Герцогиня и Грязный лис» за роль Аманды Куэйд                        |                                                                        |                                                                        |                                                                        |
| 1977 | 34-я      | • Джоди Фостер — «Чумовая пятница» за роль Аннабелль Эндрюс                          |                                                                        |                                                                        |                                                                        |
| 1977 | 34-я      | • Барбара Харрис — «Чумовая пятница» за роль Эллен Эндрюс                            |                                                                        |                                                                        |                                                                        |
| 1977 | 34-я      | • Барбара Харрис — «Семейный заговор» за роль Бланш Тайлер                           |                                                                        |                                                                        |                                                                        |
| 1978 | 35-я      |                                                                                      | • Дайан Китон — «Энни Холл» за роль Энни Холл                          |                                                                        |                                                                        |
| 1978 | 35-я      | • Марша Мейсон — «До свидания, дорогая» за роль Полы Макфедден                       |                                                                        |                                                                        |                                                                        |
| 1978 | 35-я      | • Салли Филд — «Полицейский и бандит» за роль Кэрри                                  |                                                                        |                                                                        |                                                                        |
| 1978 | 35-я      | • Лили Томлин — «Позднее шоу» за роль Марго Сперлинг                                 |                                                                        |                                                                        |                                                                        |
| 1978 | 35-я      | • Лайза Миннелли — «Нью-Йорк, Нью-Йорк» за роль Франсин Эванс                        |                                                                        |                                                                        |                                                                        |
| 1979 | 36-я      |                                                                                      | • Мэгги Смит — «Калифорнийский отель» за роль Дианы Бэрри              |                                                                        |                                                                        |
| 1979 | 36-я      | • Эллен Бёрстин — «В это же время, в следующем году» за роль Дорис                   |                                                                        |                                                                        |                                                                        |
| 1979 | 36-я      | • Голди Хоун — «Грязная игра» за роль Глории Мунди                                   |                                                                        |                                                                        |                                                                        |
| 1979 | 36-я      | • Оливия Ньютон-Джон — «Бриолин» за роль Сэнди Оллсон                                |                                                                        |                                                                        |                                                                        |
| 1979 | 36-я      | • Жаклин Биссет — «Кто убивает великих европейских поваров?» за роль Наташи О’Брайен |                                                                        |                                                                        |                                                                        |
| 1980 | 37-я      |                                                                                      | • Бетт Мидлер — «Роза» за роль Мэри Роуз Фостер                        | • Бетт Мидлер — «Роза» за роль Мэри Роуз Фостер                        | • Бетт Мидлер — «Роза» за роль Мэри Роуз Фостер                        |
| 1980 | 37-я      | • Джули Эндрюс — «Десятка» за роль Саманты Тейлор                                    |                                                                        |                                                                        |                                                                        |
| 1980 | 37-я      | • Джилл Клейберг — «Начать сначала» за роль Мэрилин Холмберг                         |                                                                        |                                                                        |                                                                        |
| 1980 | 37-я      | • Ширли Маклейн — «Будучи там» за роль Ив Рэнд                                       |                                                                        |                                                                        |                                                                        |
| 1980 | 37-я      | • Марша Мейсон — «Глава вторая» за роль Дженни Маклейн                               |                                                                        |                                                                        |                                                                        |

## 1980—1989
| Год  | Церемония | Фотографии лауреатов                                                          | Лауреаты и номинанты                                                              |
| ---- | --------- | ----------------------------------------------------------------------------- | --------------------------------------------------------------------------------- |
| 1981 | 38-я      |                                                                               | • Сисси Спейсек — «Дочь шахтёра» за роль Лоретты Линн                             |
| 1981 | 38-я      | • Айрин Кара — «Слава» за роль Коко Эрнандес                                  |                                                                                   |
| 1981 | 38-я      | • Голди Хоун — «Рядовой Бенджамин» за роль Джуди Бенджамин                    |                                                                                   |
| 1981 | 38-я      | • Долли Партон — «С девяти до пяти» за роль Дорали Родс                       |                                                                                   |
| 1981 | 38-я      | • Бетт Мидлер — «Божественное безумие» за роль Божественной Мисс М/самой себя |                                                                                   |
| 1982 | 39-я      |                                                                               | • Бернадетт Питерс — «Гроши с неба» за роль Эйлин/Лулу                            |
| 1982 | 39-я      | • Лайза Миннелли — «Артур» за роль Линды Маролла                              |                                                                                   |
| 1982 | 39-я      | • Кэрол Бёрнетт — «Времена года» за роль Кейт Барроуз                         |                                                                                   |
| 1982 | 39-я      | • Джилл Клейберг — «Первый понедельник октября» за роль Рут Лумис             |                                                                                   |
| 1982 | 39-я      | • Блэр Браун — «Континентальный водораздел» за роль Нелл Портер               |                                                                                   |
| 1983 | 40-я      |                                                                               | • Джули Эндрюс — «Виктор/Виктория» за роль Виктории Грант/графа Виктора Гразински |
| 1983 | 40-я      | • Эйлин Куинн — «Энни» за роль Энни                                           |                                                                                   |
| 1983 | 40-я      | • Кэрол Бёрнетт — «Энни» за роль Агаты Ханниган                               |                                                                                   |
| 1983 | 40-я      | • Салли Филд — «Поцелуй меня на прощанье» за роль Кэй                         |                                                                                   |
| 1983 | 40-я      | • Голди Хоун — «Лучшие друзья» за роль Полы Маккаллен                         |                                                                                   |
| 1983 | 40-я      | • Долли Партон — «Лучший публичный дом в Техасе» за роль Моны Стэнгли         |                                                                                   |
| 1984 | 41-я      |                                                                               | • Джули Уолтерс — «Воспитание Риты» за роль Риты                                  |
| 1984 | 41-я      | • Линда Ронстадт — «Пираты Пензенса» за роль Мейбл                            |                                                                                   |
| 1984 | 41-я      | • Энн Бэнкрофт — «Быть или не быть» за роль Анны Бронски                      |                                                                                   |
| 1984 | 41-я      | • Дженнифер Билз — «Танец-вспышка» за роль Алекс Оуэнс                        |                                                                                   |
| 1984 | 41-я      | • Барбра Стрейзанд — «Йентл» за роль Йентл Мендел                             |                                                                                   |
| 1985 | 42-я      |                                                                               | • Кэтлин Тёрнер — «Роман с камнем» за роль Джоан Уайлдер                          |
| 1985 | 42-я      | • Лили Томлин — «Весь я» за роль Эдвины Катуотер                              |                                                                                   |
| 1985 | 42-я      | • Миа Фэрроу — «Бродвей Дэнни Роуз» за роль Тины Вайтел                       |                                                                                   |
| 1985 | 42-я      | • Энн Бэнкрофт — «Гарбо рассказывает» за роль Эстель Рольф                    |                                                                                   |
| 1985 | 42-я      | • Шелли Лонг — «Непримиримые противоречия» за роль Люси Ван Паттен Бродски    |                                                                                   |
| 1986 | 43-я      | • Кэтлин Тёрнер — «Честь семьи Прицци» за роль Айрин Уокер                    |                                                                                   |
| 1986 | 43-я      | • Миа Фэрроу — «Пурпурная роза Каира» за роль Сесилии                         |                                                                                   |
| 1986 | 43-я      | • Гленн Клоуз — «Макси» за роль Макси/Джен                                    |                                                                                   |
| 1986 | 43-я      | • Салли Филд — «Любовь Мёрфи» за роль Эммы Мориарти                           |                                                                                   |
| 1986 | 43-я      | • Розанна Аркетт — «Отчаянно ищу Сьюзен» за роль Роберты                      |                                                                                   |
| 1987 | 44-я      |                                                                               | • Сисси Спейсек — «Преступления сердца» за роль Ребекки Маграт Ботрелл            |
| 1987 | 44-я      | • Джули Эндрюс — «Это жизнь!» за роль Джиллиан Фэйрчайлд                      |                                                                                   |
| 1987 | 44-я      | • Мелани Гриффит — «Дикая штучка» за роль Одри Хэнкел/Лулу                    |                                                                                   |
| 1987 | 44-я      | • Кэтлин Тёрнер — «Пегги Сью вышла замуж» за роль Пегги Сью Боделл            |                                                                                   |
| 1987 | 44-я      | • Бетт Мидлер — «Без гроша в Беверли-Хиллз» за роль Барбары Уайтман           |                                                                                   |
| 1988 | 45-я      | [[Файл:\|180px]]                                                              | • Шер — «Власть луны» за роль Лоретты Касторини                                   |
| 1988 | 45-я      | [[Файл:\|180px]]                                                              | • Дайан Китон — «Детский бум» за роль Джей Си Уайатт                              |
| 1988 | 45-я      | [[Файл:\|180px]]                                                              | • Дженнифер Грей — «Грязные танцы» за роль Фрэнсис «Бэби» Хаусман                 |
| 1988 | 45-я      | [[Файл:\|180px]]                                                              | • Бетт Мидлер — «Бешеные деньги» за роль Сэнди Брозински                          |
| 1988 | 45-я      | [[Файл:\|180px]]                                                              | • Холли Хантер — «Телевизионные новости» за роль Джейн Крэйг                      |
| 1989 | 46-я      |                                                                               | • Мелани Гриффит — «Деловая девушка» за роль Тесс Макгилл                         |
| 1989 | 46-я      | • Сьюзан Сарандон — «Дархэмский бык» за роль Энни Савой                       |                                                                                   |
| 1989 | 46-я      | • Эми Ирвинг — «Перекрёсток Делэнси» за роль Изабель Гроссман                 |                                                                                   |
| 1989 | 46-я      | • Мишель Пфайффер — «Замужем за мафией» за роль Анджелы де Марко              |                                                                                   |
| 1989 | 46-я      | • Джейми Ли Кёртис — «Рыбка по имени Ванда» за роль Ванды Гершвитц            |                                                                                   |
| 1990 | 47-я      |                                                                               | • Джессика Тэнди — «Шофёр мисс Дэйзи» за роль мисс Дэйзи Вортон                   |
| 1990 | 47-я      | • Мерил Стрип — «Дьяволица» за роль Мэри Фишер                                |                                                                                   |
| 1990 | 47-я      | • Кэтлин Тёрнер — «Война Роузов» за роль Барбары Роуз                         |                                                                                   |
| 1990 | 47-я      | • Мег Райан — «Когда Гарри встретил Салли» за роль Салли Олбрайт              |                                                                                   |
| 1990 | 47-я      | • Полин Коллинз — «Ширли Валентайн» за роль Ширли Валентайн Брэдшоу           |                                                                                   |

## 1991—2000
| Год  | Церемония | Фотографии лауреатов                                                                | Лауреаты и номинанты                                                  |
| ---- | --------- | ----------------------------------------------------------------------------------- | --------------------------------------------------------------------- |
| 1991 | 48-я      |                                                                                     | • Джулия Робертс — «Красотка» за роль Вивьен Уорд                     |
| 1991 | 48-я      | • Энди Макдауэлл — «Вид на жительство» за роль Бронте Митчелл                       |                                                                       |
| 1991 | 48-я      | • Деми Мур — «Привидение» за роль Молли Дженсен                                     |                                                                       |
| 1991 | 48-я      | • Мерил Стрип — «Открытки с края бездны» за роль Сюзанны Вэйл                       |                                                                       |
| 1991 | 48-я      | • Миа Фэрроу — «Элис» за роль Элис Тейт                                             |                                                                       |
| 1992 | 49-я      |                                                                                     | • Бетт Мидлер — «Для наших ребят» за роль Дикси Леонард               |
| 1992 | 49-я      | • Эллен Баркин — «Подмена» за роль Аманды Брукс                                     |                                                                       |
| 1992 | 49-я      | • Кэти Бэйтс — «Жареные зелёные помидоры» за роль Эвелин Кауч                       |                                                                       |
| 1992 | 49-я      | • Мишель Пфайффер — «Фрэнки и Джонни» за роль Фрэнки                                |                                                                       |
| 1992 | 49-я      | • Анжелика Хьюстон — «Семейка Аддамс» за роль Мортиши Аддамс                        |                                                                       |
| 1993 | 50-я      |                                                                                     | • Миранда Ричардсон — «Колдовской апрель» за роль Роз Арбютнот        |
| 1993 | 50-я      | • Вупи Голдберг — «Действуй, сестра» за роль Делорис Ван Картье/сестры Мэри Кларенс |                                                                       |
| 1993 | 50-я      | • Джина Дэвис — «Их собственная лига» за роль Дотти Хинсон                          |                                                                       |
| 1993 | 50-я      | • Ширли Маклейн — «Второе дыхание» за роль Перл Бирман                              |                                                                       |
| 1993 | 50-я      | • Мерил Стрип — «Смерть ей к лицу» за роль Мэдлин Эштон                             |                                                                       |
| 1994 | 51-я      |                                                                                     | • Анджела Бассетт — «На что способна любовь» за роль Тины Тёрнер      |
| 1994 | 51-я      | • Дайан Китон — «Загадочное убийство в Манхэттене» за роль Кэрол Липтон             |                                                                       |
| 1994 | 51-я      | • Мег Райан — «Неспящие в Сиэтле» за роль Энни Рид                                  |                                                                       |
| 1994 | 51-я      | • Анжелика Хьюстон — «Семейные ценности Аддамсов» за роль Мортиши Аддамс            |                                                                       |
| 1994 | 51-я      | • Стокард Чэннинг — «Шесть степеней отчуждения» за роль Луизы Киттридж              |                                                                       |
| 1995 | 52-я      |                                                                                     | • Джейми Ли Кёртис — «Правдивая ложь» за роль Хелен Таскер            |
| 1995 | 52-я      | • Джина Дэвис — «Безмолвие» за роль Джулии Манн                                     |                                                                       |
| 1995 | 52-я      | • Энди Макдауэлл — «Четыре свадьбы и одни похороны» за роль Кэрри                   |                                                                       |
| 1995 | 52-я      | • Ширли Маклейн — «Телохранитель Тесс» за роль Тесс Карлайл                         |                                                                       |
| 1995 | 52-я      | • Эмма Томпсон — «Джуниор» за роль доктора Дианы Реддинг                            |                                                                       |
| 1996 | 53-я      |                                                                                     | • Николь Кидман — «За что стоит умереть» за роль Сьюзан Стоун-Маретто |
| 1996 | 53-я      | • Аннетт Бенинг — «Американский президент» за роль Сидни Эллен Уэйд                 |                                                                       |
| 1996 | 53-я      | • Сандра Буллок — «Пока ты спал» за роль Люси Модерац                               |                                                                       |
| 1996 | 53-я      | • Тони Коллетт — «Свадьба Мюриэл» за роль Мюриэл Хеслоп                             |                                                                       |
| 1996 | 53-я      | • Ванесса Редгрейв — «Месяц у озера» за роль мисс Бентли                            |                                                                       |
| 1997 | 54-я      |                                                                                     | • Мадонна — «Эвита» за роль Эвы Перон                                 |
| 1997 | 54-я      | • Гленн Клоуз — «101 далматинец» за роль Круэллы Де Виль                            |                                                                       |
| 1997 | 54-я      | • Фрэнсис Макдорманд — «Фарго» за роль Мардж Гандерсон                              |                                                                       |
| 1997 | 54-я      | • Дебби Рейнольдс — «Мать» за роль Беатрис Хендерсон                                |                                                                       |
| 1997 | 54-я      | • Барбра Стрейзанд — «У зеркала два лица» за роль Роуз Морган                       |                                                                       |
| 1998 | 55-я      |                                                                                     | • Хелен Хант — «Лучше не бывает» за роль Кэрол Коннелли               |
| 1998 | 55-я      | • Джой Лорен Адамс — «В погоне за Эми» за роль Алиссы Джоунс                        |                                                                       |
| 1998 | 55-я      | • Пэм Гриер — «Джеки Браун» за роль Джеки Браун                                     |                                                                       |
| 1998 | 55-я      | • Дженнифер Лопес — «Селена» за роль Селены Кинтанилья-Перес                        |                                                                       |
| 1998 | 55-я      | • Джулия Робертс — «Свадьба лучшего друга» за роль Джулианн Поттер                  |                                                                       |
| 1999 | 56-я      |                                                                                     | • Гвинет Пэлтроу — «Влюблённый Шекспир» за роль Виолы де Лессепс      |
| 1999 | 56-я      | • Камерон Диас — «Все без ума от Мэри» за роль Мэри Дженсен                         |                                                                       |
| 1999 | 56-я      | • Мег Райан — «Вам письмо» за роль Кейтлин Келли                                    |                                                                       |
| 1999 | 56-я      | • Кристина Риччи — «Противоположность секса» за роль Диди Трюитт                    |                                                                       |
| 1999 | 56-я      | • Джейн Хоррокс — «Голосок» за роль Лоры Хофф                                       |                                                                       |
| 2000 | 57-я      |                                                                                     | • Джанет Мактир — «Перекати-поле» за роль Мэри Джо Уокер              |
| 2000 | 57-я      | • Джулианна Мур — «Идеальный муж» за роль миссис Лоры Чивли                         |                                                                       |
| 2000 | 57-я      | • Джулия Робертс — «Ноттинг-Хилл» за роль Анны Скотт                                |                                                                       |
| 2000 | 57-я      | • Шэрон Стоун — «Муза» за роль Сары Литтл                                           |                                                                       |
| 2000 | 57-я      | • Риз Уизерспун — «Выскочка» за роль Трейси Флик                                    |                                                                       |

## 2000—2009
| Год  | Церемония | Фотографии лауреатов                                                                      | Лауреаты и номинанты                                                              |
| ---- | --------- | ----------------------------------------------------------------------------------------- | --------------------------------------------------------------------------------- |
| 2001 | 58-я      |                                                                                           | • Рене Зеллвегер — «Сестричка Бетти» за роль Бетти Сайзмор                        |
| 2001 | 58-я      | • Жюльет Бинош — «Шоколад» за роль Виенн Роше                                             |                                                                                   |
| 2001 | 58-я      | • Бренда Блетин — «Спасите Грейс» за роль Грейс Треветин                                  |                                                                                   |
| 2001 | 58-я      | • Сандра Буллок — «Мисс Конгениальность» за роль Грейси Харт                              |                                                                                   |
| 2001 | 58-я      | • Трейси Ульман — «Мелкие мошенники» за роль Френчи                                       |                                                                                   |
| 2002 | 59-я      |                                                                                           | • Николь Кидман — «Мулен Руж!» за роль Сатин                                      |
| 2002 | 59-я      | • Тора Бёрч — «Мир призраков» за роль Энид                                                |                                                                                   |
| 2002 | 59-я      | • Кейт Бланшетт — «Бандиты» за роль Кейт Уиллер                                           |                                                                                   |
| 2002 | 59-я      | • Рене Зеллвегер — «Дневник Бриджит Джонс» за роль Бриджит Джонс                          |                                                                                   |
| 2002 | 59-я      | • Риз Уизерспун — «Блондинка в законе» за роль Элль Вудс                                  |                                                                                   |
| 2003 | 60-я      |                                                                                           | • Рене Зеллвегер — «Чикаго» за роль Рокси Харт                                    |
| 2003 | 60-я      | • Ниа Вардалос — «Моя большая греческая свадьба» за роль Тулы Портокалос                  |                                                                                   |
| 2003 | 60-я      | • Мэгги Джилленхол — «Секретарша» за роль Ли Холлоуэй                                     |                                                                                   |
| 2003 | 60-я      | • Кэтрин Зета-Джонс — «Чикаго» за роль Велмы Келли                                        |                                                                                   |
| 2003 | 60-я      | • Голди Хоун — «Сестрички-зажигалки» за роль Сюзетт                                       |                                                                                   |
| 2004 | 61-я      |                                                                                           | • Дайан Китон — «Любовь по правилам и без» за роль Эрики Джейн Бэрри              |
| 2004 | 61-я      | • Скарлетт Йоханссон — «Трудности перевода» за роль Шарлотты                              |                                                                                   |
| 2004 | 61-я      | • Джейми Ли Кёртис — «Чумовая пятница» за роль Тесс/Анны Коулман                          |                                                                                   |
| 2004 | 61-я      | • Дайан Лейн — «Под солнцем Тосканы» за роль Фрэнсис Мэйс                                 |                                                                                   |
| 2004 | 61-я      | • Хелен Миррен — «Девочки из календаря» за роль Крис Харпер                               |                                                                                   |
| 2005 | 62-я      |                                                                                           | • Аннетт Бенинг — «Театр» за роль Джулии Ламберт                                  |
| 2005 | 62-я      | • Эшли Джадд — «Любимчик» за роль Линды Портер                                            |                                                                                   |
| 2005 | 62-я      | • Рене Зеллвегер — «Бриджит Джонс: Грани разумного» за роль Бриджит Джонс                 |                                                                                   |
| 2005 | 62-я      | • Эмми Россум — «Призрак Оперы» за роль Кристины Даэ                                      |                                                                                   |
| 2005 | 62-я      | • Кейт Уинслет — «Вечное сияние чистого разума» за роль Клементины Кружински              |                                                                                   |
| 2006 | 63-я      |                                                                                           | • Риз Уизерспун — «Переступить черту» за роль Джун Картер                         |
| 2006 | 63-я      | • Джуди Денч — «Миссис Хендерсон представляет» за роль Лоры Хендерсон                     |                                                                                   |
| 2006 | 63-я      | • Лора Линни — «Кальмар и кит» за роль Джоан Беркман                                      |                                                                                   |
| 2006 | 63-я      | • Кира Найтли — «Гордость и предубеждение» за роль Элизабет Беннет                        |                                                                                   |
| 2006 | 63-я      | • Сара Джессика Паркер — «Привет семье!» за роль Мередит Мортон                           |                                                                                   |
| 2007 | 64-я      |                                                                                           | • Мерил Стрип — «Дьявол носит Prada» за роль Миранды Пристли                      |
| 2007 | 64-я      | • Бейонсе — «Девушки мечты» за роль Дины Джоунс                                           |                                                                                   |
| 2007 | 64-я      | • Аннетт Бенинг — «На острой грани» за роль Дидры Барроуз                                 |                                                                                   |
| 2007 | 64-я      | • Рене Зеллвегер — «Мисс Поттер» за роль Беатрис Поттер                                   |                                                                                   |
| 2007 | 64-я      | • Тони Коллетт — «Маленькая мисс Счастье» за роль Шэрил Хувер                             |                                                                                   |
| 2008 | 65-я      |                                                                                           | • Марион Котийяр — «Жизнь в розовом цвете» за роль Эдит Пиаф                      |
| 2008 | 65-я      | • Эми Адамс — «Зачарованная» за роль принцессы Жизель                                     |                                                                                   |
| 2008 | 65-я      | • Никки Блонски — «Лак для волос» за роль Трейси Тёрнблад                                 |                                                                                   |
| 2008 | 65-я      | • Хелена Бонэм Картер — «Суини Тодд, демон-парикмахер с Флит-стрит» за роль миссис Ловетт |                                                                                   |
| 2008 | 65-я      | • Эллен Пейдж — «Джуно» за роль Джуно Макгафф                                             |                                                                                   |
| 2009 | 66-я      |                                                                                           | • Салли Хокинс — «Беззаботная» за роль Полин «Поппи» Кросс                        |
| 2009 | 66-я      | • Фрэнсис Макдорманд — «После прочтения сжечь» за роль Линды Литцке                       |                                                                                   |
| 2009 | 66-я      | • Мерил Стрип — «Мамма миа!» за роль Донны Шеридан                                        |                                                                                   |
| 2009 | 66-я      | • Эмма Томпсон — «Последний шанс Харви» за роль Кейт Уокер                                |                                                                                   |
| 2009 | 66-я      | • Ребекка Холл — «Вики Кристина Барселона» за роль Вики                                   |                                                                                   |
| 2010 | 67-я      |                                                                                           | • Мерил Стрип — «Джули и Джулия: Готовим счастье по рецепту» за роль Джулии Чайлд |
| 2010 | 67-я      | • Сандра Буллок — «Предложение» за роль Маргарет Тэйт                                     |                                                                                   |
| 2010 | 67-я      | • Марион Котийяр — «Девять» за роль Луизы Контини                                         |                                                                                   |
| 2010 | 67-я      | • Джулия Робертс — «Ничего личного» за роль Клэр Стенвик                                  |                                                                                   |
| 2010 | 67-я      | • Мерил Стрип — «Простые сложности» за роль Джейн Эдлер                                   |                                                                                   |

## 2011—2020
| Год  | Церемония | Фотографии лауреатов                                                               | Лауреаты и номинанты                                                |
| ---- | --------- | ---------------------------------------------------------------------------------- | ------------------------------------------------------------------- |
| 2011 | 68-я      |                                                                                    | • Аннетт Бенинг — «Детки в порядке» за роль Ник                     |
| 2011 | 68-я      | • Анджелина Джоли — «Турист» за роль Элиз Уорд                                     |                                                                     |
| 2011 | 68-я      | • Джулианна Мур — «Детки в порядке» за роль Джулс                                  |                                                                     |
| 2011 | 68-я      | • Эмма Стоун — «Отличница лёгкого поведения» за роль Олив Пендергаст               |                                                                     |
| 2011 | 68-я      | • Энн Хэтэуэй — «Любовь и другие лекарства» за роль Мэгги Мёрдок                   |                                                                     |
| 2012 | 69-я      |                                                                                    | • Мишель Уильямс — «7 дней и ночей с Мэрилин» за роль Мэрилин Монро |
| 2012 | 69-я      | • Шарлиз Терон — «Бедная богатая девочка» за роль Мэвис Гэри                       |                                                                     |
| 2012 | 69-я      | • Кристен Уиг — «Девичник в Вегасе» за роль Энни Уокер                             |                                                                     |
| 2012 | 69-я      | • Кейт Уинслет — «Резня» за роль Нэнси Кован                                       |                                                                     |
| 2012 | 69-я      | • Джоди Фостер — «Резня» за роль Пенелопы Лонгстрит                                |                                                                     |
| 2013 | 70-я      |                                                                                    | • Дженнифер Лоуренс — «Мой парень — псих» за роль Тиффани Максвелл  |
| 2013 | 70-я      | • Эмили Блант — «Рыба моей мечты» за роль Хэрриет Четвуд-Тэлбот                    |                                                                     |
| 2013 | 70-я      | • Джуди Денч — «Отель „Мэриголд“. Лучший из экзотических» за роль Эвелин Гринслейд |                                                                     |
| 2013 | 70-я      | • Мэгги Смит — «Квартет» за роль Джин Хортон                                       |                                                                     |
| 2013 | 70-я      | • Мерил Стрип — «Весенние надежды» за роль Кэй Соумс                               |                                                                     |
| 2014 | 71-я      |                                                                                    | • Эми Адамс — «Афера по-американски» за роль Сидни Проссер          |
| 2014 | 71-я      | • Грета Гервиг — «Милая Фрэнсис» за роль Фрэнсис Халладей                          |                                                                     |
| 2014 | 71-я      | • Жюли Дельпи — «Перед полуночью» за роль Селин                                    |                                                                     |
| 2014 | 71-я      | • Джулия Луи-Дрейфус — «Довольно слов» за роль Евы                                 |                                                                     |
| 2014 | 71-я      | • Мерил Стрип — «Август: Графство Осейдж» за роль Вайолет Уэстон                   |                                                                     |
| 2015 | 72-я      | • Эми Адамс — «Большие глаза» за роль Маргарет Кин                                 |                                                                     |
| 2015 | 72-я      | • Эмили Блант — «Чем дальше в лес» за роль жены пекаря                             |                                                                     |
| 2015 | 72-я      | • Хелен Миррен — «Пряности и страсти» за роль мадам Мэллори                        |                                                                     |
| 2015 | 72-я      | • Джулианна Мур — «Звёздная карта» за роль Гаваны Сегранд                          |                                                                     |
| 2015 | 72-я      | • Кувенжаней Уоллис — «Энни» за роль Энни                                          |                                                                     |
| 2016 | 73-я      |                                                                                    | • Дженнифер Лоуренс — «Джой» за роль Джой Мангано                   |
| 2016 | 73-я      | • Мелисса Маккарти — «Шпион» за роль Сьюзан Купер                                  |                                                                     |
| 2016 | 73-я      | • Мэгги Смит — «Леди в фургоне» за роль мисс Шеперд                                |                                                                     |
| 2016 | 73-я      | • Лили Томлин — «Бабушка» за роль Элли Рид                                         |                                                                     |
| 2016 | 73-я      | • Эми Шумер — «Девушка без комплексов» за роль Эми Таунсенд                        |                                                                     |
| 2017 | 74-я      |                                                                                    | • Эмма Стоун — «Ла-Ла Ленд» за роль Мии Долан                       |
| 2017 | 74-я      | • Аннетт Бенинг — «Женщины XX века» за роль Доротеи                                |                                                                     |
| 2017 | 74-я      | • Лили Коллинз — «Вне правил» за роль Марлы Мабри                                  |                                                                     |
| 2017 | 74-я      | • Хейли Стейнфелд — «Почти семнадцать» за роль Надин                               |                                                                     |
| 2017 | 74-я      | • Мерил Стрип — «Флоренс Фостер Дженкинс» за роль Флоренс Фостер Дженкинс          |                                                                     |
| 2018 | 75-я      |                                                                                    | • Сирша Ронан — «Леди Бёрд» за роль Кристин Макферсон               |
| 2018 | 75-я      | • Джуди Денч — «Виктория и Абдул» за роль королевы Виктории                        |                                                                     |
| 2018 | 75-я      | • Хелен Миррен — «В поисках праздника» за роль Эллы Спенсер                        |                                                                     |
| 2018 | 75-я      | • Марго Робби — «Тоня против всех» за роль Тони Хардинг                            |                                                                     |
| 2018 | 75-я      | • Эмма Стоун — «Битва полов» за роль Билли Джин Кинг                               |                                                                     |
| 2019 | 76-я      |                                                                                    | • Оливия Колман — «Фаворитка» за роль королевы Анны                 |
| 2019 | 76-я      | • Эмили Блант — «Мэри Поппинс возвращается» за роль Мэри Поппинс                   |                                                                     |
| 2019 | 76-я      | • Констанс Ву — «Безумно богатые азиаты» за роль Рейчел Чу                         |                                                                     |
| 2019 | 76-я      | • Шарлиз Терон — «Талли» за роль Марло Моро                                        |                                                                     |
| 2019 | 76-я      | • Элси Фишер — «Восьмой класс» за роль Кейлы Дэй                                   |                                                                     |
| 2020 | 77-я      |                                                                                    | • Аквафина — «Прощание» за роль Билли Ванг                          |
| 2020 | 77-я      | • Ана де Армас — «Достать ножи» за роль Марты Кабрера                              |                                                                     |
| 2020 | 77-я      | • Кейт Бланшетт — «Куда ты пропала, Бернадетт?» за роль Бернадетт Фокс             |                                                                     |
| 2020 | 77-я      | • Эмма Томпсон — «В прямом эфире» за роль Кэтрин Ньюбери                           |                                                                     |
| 2020 | 77-я      | • Бини Фелдштейн — «Образование» за роль Молли Дэвидсон                            |                                                                     |

## 2021—2025
| Год  | Церемония | Фотографии лауреатов                                                          | Лауреаты и номинанты                                     |
| ---- | --------- | ----------------------------------------------------------------------------- | -------------------------------------------------------- |
| 2021 | 78-я      |                                                                               | • Розамунд Пайк — «Аферистка» за роль Марлы Грейсон      |
| 2021 | 78-я      | • Мария Бакалова — «Борат 2» за роль Тутар Сагдиевой                          |                                                          |
| 2021 | 78-я      | • Мишель Пфайффер — «Уйти не прощаясь» за роль Фрэнсис Прайс                  |                                                          |
| 2021 | 78-я      | • Аня Тейлор-Джой — «Эмма» за роль Эммы Вудхаус                               |                                                          |
| 2021 | 78-я      | • Кейт Хадсон — «Мьюзик» за роль Кейзу Гэмбл                                  |                                                          |
| 2022 | 79-я      |                                                                               | • Рэйчел Зеглер — «Вестсайдская история» за роль Марии   |
| 2022 | 79-я      | • Марион Котийяр — «Аннетт» за роль Энн Дефрансну                             |                                                          |
| 2022 | 79-я      | • Дженнифер Лоуренс — «Не смотрите наверх» за роль Кейт Дибиаски              |                                                          |
| 2022 | 79-я      | • Эмма Стоун — «Круэлла» за роль Эстеллы Миллер / Круэллы Де Виль             |                                                          |
| 2022 | 79-я      | • Алана Хаим — «Лакричная пицца» за роль Аланы Кейн                           |                                                          |
| 2023 | 80-я      |                                                                               | • Мишель Йео — «Всё везде и сразу» за роль Эвелин Вонг   |
| 2023 | 80-я      | • Лесли Мэнвилл — «Миссис Харрис едет в Париж» за роль Ады Харрис             |                                                          |
| 2023 | 80-я      | • Марго Робби — «Вавилон» за роль Нелли ЛаРой                                 |                                                          |
| 2023 | 80-я      | • Аня Тейлор-Джой — «Меню» за роль Марго Миллс / Эрин                         |                                                          |
| 2023 | 80-я      | • Эмма Томпсон — «Любовь по вызову» за роль Нэнси Стоукс / Сюзан Робинсон     |                                                          |
| 2024 | 81-я      |                                                                               | • Эмма Стоун — «Бедные-несчастные» за роль Беллы Бакстер |
| 2024 | 81-я      | • Фантазия Баррино — «Цвет лиловый» за роль Селии                             |                                                          |
| 2024 | 81-я      | • Дженнифер Лоуренс — «Без обид» за роль Мэдди Баркер                         |                                                          |
| 2024 | 81-я      | • Алма Пёюсти — «Опавшие листья» за роль Ансы                                 |                                                          |
| 2024 | 81-я      | • Натали Портман — «Май, декабрь» за роль Элизабет Берри                      |                                                          |
| 2024 | 81-я      | • Марго Робби — «Барби» за роль Барби                                         |                                                          |
| 2025 | 82-я      |                                                                               | • Деми Мур — «Субстанция» за роль Элизабет Спаркл        |
| 2025 | 82-я      | • Эми Адамс — «Ночная сучка» за роль Матери                                   |                                                          |
| 2025 | 82-я      | • Карла София Гаскон — «Эмилия Перес» за роль Эмилии Перес / Хуана дель Монте |                                                          |
| 2025 | 82-я      | • Зендея — «Претенденты» за роль Таши Дональдсон                              |                                                          |
| 2025 | 82-я      | • Майки Мэдисон — «Анора» за роль Аноры Михеевой                              |                                                          |
| 2025 | 82-я      | • Синтия Эриво — «Злая: Сказка о ведьме Запада» за роль Эльфабы Тропп         |                                                          |